# Тематика пьесы «Тит Андроник»
Хотя традиционно «Тит Андроник» считался одной из наименее уважаемых пьес Уильяма Шекспира, во второй половине XX в. судьба произведения несколько изменилась, и многие ученые заявили, что пьеса более значима и эффективна, чем это было признано большинством критиков. В частности, что пьеса гораздо более сложна в тематическом плане, чем традиционно считалось, и содержит глубокие сведения о Древнем Риме, елизаветинском обществе и состоянии человека. Такие ученые склонны утверждать, что эти ранее непризнанные идеи стали очевидны только в XX и XXI вв. благодаря новообретенной актуальности содержания пьесы. Например, в своем издании пьесы для серии «Современный Шекспир» 1987 года А. Л. Роуз пишет: «В цивилизованную викторианскую эпоху пьесу нельзя было ставить, потому что в неё нельзя было поверить. Ужас нашего времени таков, что ужасающее варварство лагерей для военнопленных и движений сопротивления, сопровождающееся пытками, нанесением увечий и поеданием человеческой плоти в пьесе, перестало казаться невероятным» Также, режиссёр Джули Теймор, сделавшая постановку на Офф-Бродвее в 1994 г. и снявшая фильм в 1999 г., говорит, что её привлекла пьеса, потому что она показалась ей самой «актуальной из пьес Шекспира для современной эпохи» Благодаря новым оценкам актуальности пьесы, на первый план вышли ранее непризнанные тематические направления.

## Месть

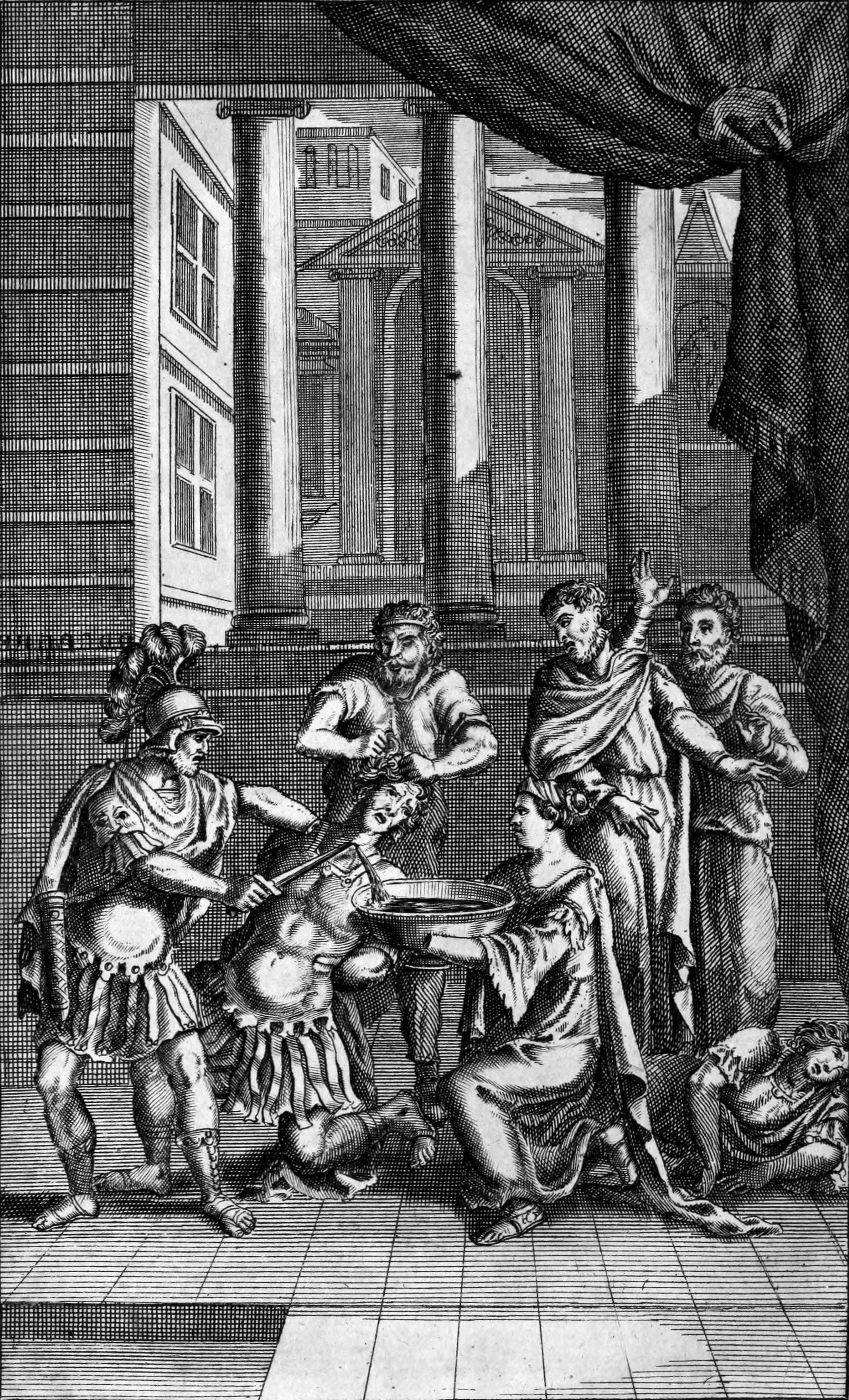
Тит мстит за изнасилование Лавинии, убивая Хирона и Деметрия и выпивая их кровь (иллюстрация из Произведений мистера Уильяма Шекспира, под редакцией Николаса Роу (1709)).

Самой заметной темой в «Тите Андронике» и наиболее часто обсуждаемой в научных кругах является месть. История Прокны и Филомелы упоминается несколько раз, как и ими, героями «Тита» движет одно; всё повествование, начиная с середины I акта, построено вокруг плана мести. По словам Хереварда Тимблби Прайса, Шекспир «пишет пьесу в стиле Сенеки в соответствии с правилами, то есть пьесу, в которой герой — человек, который неумолимо стремится к мести и умирает, осуществляя её».
Режиссёр постановки Королевской шекспировской труппы Билл Алекандр в 2003 г. рассказывал:

пьеса в основном о мести и желании отомстить. Я думаю, что на каком-то уровне все понимают, что месть — это то, что вы можете испытывать время от времени. В пьесе задается вопрос: «В какой момент человеку становится правильным мстить, потому что нет другого способа исправить причиненное зло?» Одна из замечательных черт Шекспира в том, что он никогда не пытается ответить на подобные вопросы, он просто ставит их. Тит Андроник ставит вопрос о мести, так что это не может не быть актуальным. У каждого есть свое мнение о том, когда месть становится оправданной и требует ли природа цивилизованности и гуманности того, чтобы что-то похожее на месть было исключено или должно быть исключено из воображения… В каком-то смысле пьеса создана для того, чтобы пробудить в нас человечность и чувство жалости к тому, что люди могут сделать друг с другом, и к тому, что месть делает с человеческими душами. Месть может свести людей с ума, а безумие может подтолкнуть людей к мести"

Тема мести возникает в самом начале пьесы. В первой сцене мы узнаем, что большинство сыновей Тита были убиты во время войны с готами, и в результате Тит чувствует себя обязанным принести в жертву сына Таморы Аларба. Здесь месть приобретает религиозный характер, как утверждает Тит о своих погибших сыновьях: «за павших жертвы, благочестиво требуют они.» (1.1.124). Однако принесение в жертву Аларба пробуждает в его семье желание отомстить (1.1.136-141)
Это в конечном счете приводит к тому, что Тамора приказывает своим сыновьям изнасиловать Лавинию, что, в свою очередь, непосредственно приводит к тому, что Тит убивает, а затем приготавливает Хирона и Деметрия, в конечном итоге также погибают Лавиния, Тамора, Тит и Сатурнин. Месть проходит через всю пьесу от начала до конца; Коппелия Кан утверждает, что основная траектория развития сюжета — это «превращение Тита из римского героя в героя мести»
После принесения в жертву Аларба, когда Сатурнин взял Тамору в жены, она просит его простить Тита за то, что Сатурнин считает бесчестным поведением. Не веря своим ушам, Сатурнин спрашивает: «Как! Получить открыто оскорбленье/И низко вытерпеть, не отомстив?» (1.1.432-433). Позже Аарон говорит Таморе, что он тоже озабочен местью: «Кровь и отмщенье мне стучат в виски» (2.3.39). Приказывая своим сыновьям изнасиловать Лавинию, Тамора говорит: «Они отомстили мне за это./Отомсти за это, как ты любишь жизнь своей матери» (2.3.114-115). Затем, перед изнасилованием, Тамора отвечает на мольбы Лавинии о пощаде, объясняя, насколько важна её месть, и только боль Лавинии может утолить её (2.3.161-167).

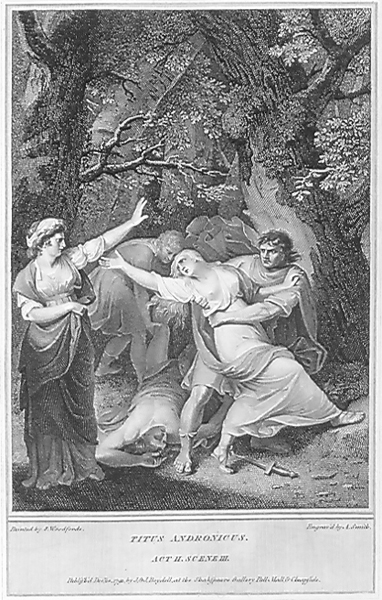
Тамора, озабоченная только местью (иллюстрация Сэмюэля Вудфорда, гравюра Анкера Смита).

Когда Хирон и Деметрий утаскивают Лавинию в лес, Тамора кричит им: «Счастливый путь! Вы с нею обручитесь/И пусть веселья сердцем не вкушу,/Пока с Андрониками не покончу.» (2.3.187-188). Позже она дважды делает аналогичные по сути признания (3.1.269-272, 3.1.295-299).
Сразу после ухода Луция Тит готовит еду, но предупреждает Марка: «Садитесь же; смотрите, есть не больше,/Чем следует, чтоб силы поддержать/Для мщения за горькие обиды.» (3.2.1-3). Позже Марк начинает чувствовать, что даже Бог оказался вовлечен в его жажду мести: «Что бог судил разоблачить для мщенья» (4.1.73). Затем, узнав, кто изнасиловал Лавинию, он заявляет (4.1.88-93):

Мой брат, Лавиния, — все на колени! -
И ты, мой мальчик, в ком надежду видит
Наш римский Гектор! — Поклянемся все,
Как Юний Брут с отцом и мужем жертвы
Насилия — Лукреции невинной, -
Что будем мы осуществлять упорно
Жестокую злодеям-готам месть,
Что мы их кровь увидим иль умрем
С позорной мыслью, что не отомстили.

Позже Марк говорит Публию: «Соединимся с готами; войной/Отплатим Риму за неблагодарность/И Сатурнину лживому отмстим» (4.3.32-34).
Наиболее очевидным проявлением мести является то, что она буквально появляется в пьесе, когда Тамора пытается одурачить безумного Тита; «Перед Андроником предстану я,/Скажу, что Месть я, посланная адом/С ним сообща обиды возместить» (5.2.2-4). Позже она говорит (5.2.32-35):

Я — Месть и послана подземным царством,

Чтоб коршун дум, терзающий тебя,

Насытился возмездьем над врагами.

Затем Тит говорит Мести, что если она столкнется с Таморой и её сыновьями, «молю тебя, предай их насильственной смерти;/Они были жестоки ко мне и моим близким» (5.2.108-109).
Джонатан Бейт считает эту сцену особенно важной в трактовке мести. Комментируя то, как Тит манипулирует сценой и меняет ситуацию местами, Бейт указывает: «средство мести Таморы Титу за смерть Аларба стало средством мести Тита Таморе за изнасилование Лавинии и смерть Бассиана, Квинта и Марция». Он также придает большое значение физическому воплощению Мести в пьесе: «представляя месть как используемого персонажа, а не как „реальность“ вне действия, [Шекспир] предполагает, что возмездие — это дело человеческой, а не божественной воли»

## Разрушение политической системы
Важной темой является политическая система, крах и попытка переустройства. Жак Берту утверждает, что одной из главных идей пьесы является «впечатление дезинтегрирующего контроля». Часто на смену политическому порядку приходит полный хаос, и героям остается только мечтать о том времени, когда порядок снова воцарится безраздельно. Юджин М. Уэйт говорит о крайне формальном характере вступительной сцены: «церемонии триумфа, жертвоприношения, похорон и выборов сразу же создают торжественность общественных мероприятий, на которых утверждается идеальный политический порядок и ценятся люди в той мере, в какой они его поддерживают. Неоднократные перерывы в церемониях указывают на хрупкость этого порядка, в то время как упоминание о погибших сыновьях Тита и смерти Аларба и Муция подчеркивают ужасную цену его поддержания». Политический строй, к которому стремится так много персонажей и ради защиты которого они готовы умереть, представлен как далекий от стабильности.
Упадок порядка олицетворяет сам Тит: некогда гордый полководец, который отстаивал всё доброе и благородное в Риме, обезумел, лежит на дороге и проповедует, упав лицом в землю (3.1.23-47);

Благородный, патриотичный, но испорченный жестокостью и полным отсутствием политического здравомыслия Тит является отражением упадка Рима. Он тоже посвятил свою жизнь борьбе с варварством, но теперь его усталость, старость и недостаточная гибкость ума, чтобы справиться с новыми проблемами, отражают недостаток реальной энергии и способности Рима справляться с различными кризисами, которые обрушились на него на склоне лет. Его признание исторической жестокости принесения в жертву заключенных на городских улицах является симптомом огрубения римской жизни и ценностей. Таким образом, в образе «лучшего защитника Рима» мы видим первоначальное исследование Шекспиром в микрокосмической форме болезненного и трагического краха великой цивилизации.

Нарушение порядка подчеркивается на протяжении всей пьесы в более буквальном смысле. Например, Марк намекает на отсутствие власти в Риме из-за смерти старого императора и, таким образом, просит Тита («и Рим наш обезглавленный возглавь») (1.1.186). Однако из-за назначения Сатурнина разрушение порядка ускоряется; его жена заводит роман и стремится только отомстить Андронику, формируется армия вторжения, Сатурнин теряет поддержку народа, а его величайший полководец, похоже, сходит с ума. Крушение политического порядка достигает иронического апофеоза в финальной сцене, когда на королевском пиру совершаются четыре убийства подряд: Тит убивает Лавинию, затем Тамору, Сатурнин убивает Тита, а Луций убивает Сатурнина. Однако сразу же после восстановления порядка Марк призывает вернуться к старому Риму («О, дайте научить вас, как собрать/В единый сноп разбитые колосья», 5.3.69-70), к порядку времён которого Луций впоследствии обещает вернуться («Когда б я мог так править,/Чтоб Рим от горя и от слез избавить!», 5.3.146-147). Таким образом, пьеса заканчивается обещанием восстановления порядка, а не самим восстановлением.

## Цивилизация и варварство

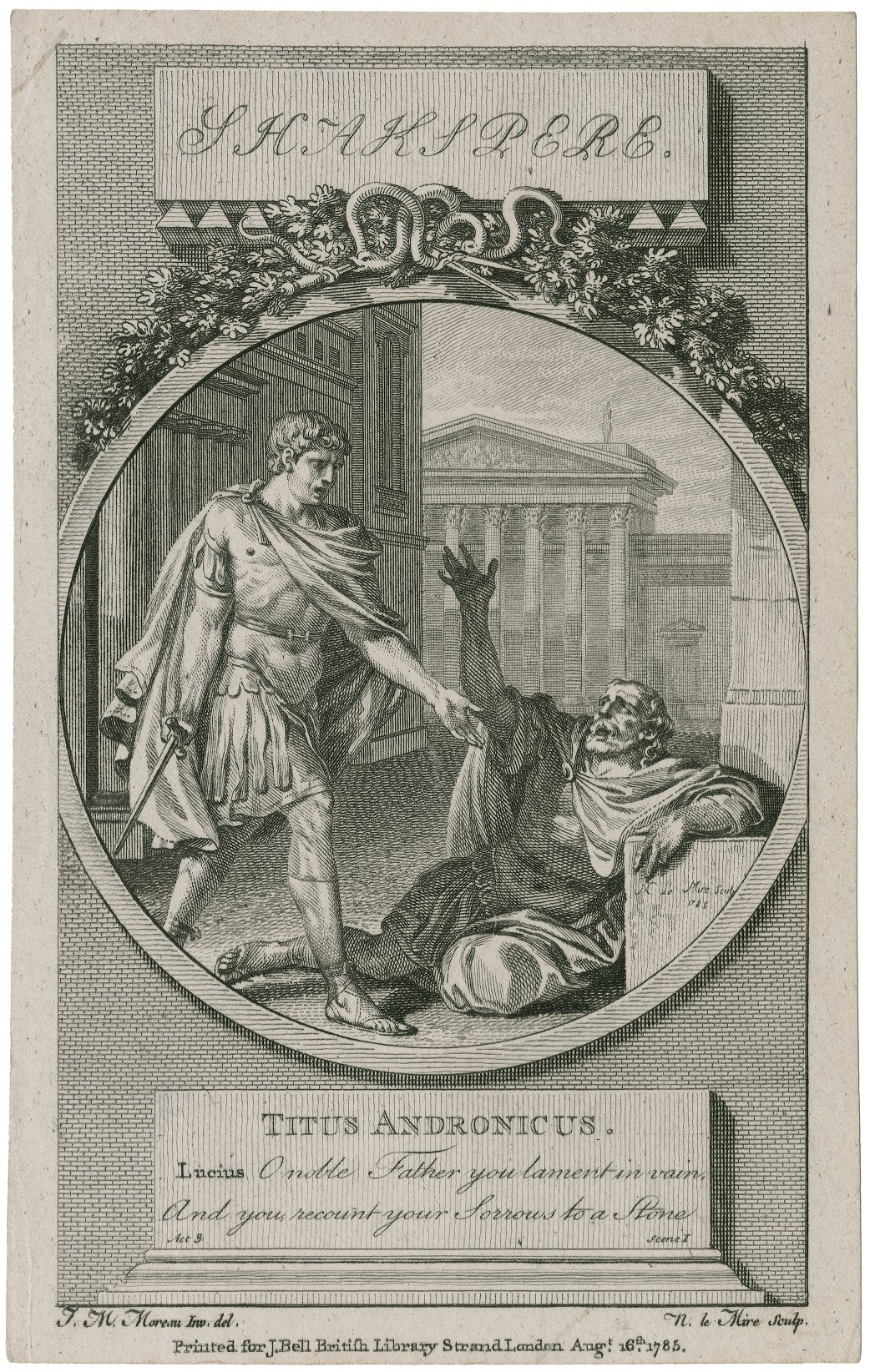
Когда Луций говорит Титу, что трибуны больше не слушают его, Тит начинает понимать, что грань между цивилизацией и варварством уже, чем он думал. Рисунок Жан-Мишеля Моро, гравёр - Н. ле Мире (1785)

Ещё одна тема, неоднократно упоминаемая в пьесе, — конфликт между цивилизацией и варварством. Для многих персонажей Рим является воплощением цивилизованного общества, а все, что находится за пределами Рима, воспринимается как варварство. Эта концепция вводится, когда Марк вмешивается в спор между Бассианом и Сатурнином, который грозит перерасти в насилие;

Во имя цезаря, кому хотели б

Преемника достойного вы дать,

И правом Капитолия с сенатом,

Столь чтимых нами, говорите вы, -

Вас заклинаем избежать насилья

И, отпустив друзей, в смиренье, я мире

За право состязаться как истцы.
1.1.39-45

Марк считает, что Рим, как цивилизованная страна, должен действовать именно так. Он также является великим поборником цивилизованности, когда умоляет Тита похоронить Муция в фамильной усыпальнице;

О, допусти, чтоб был схоронен Маркой

В жилище добродетели племянник,

Погибший за Лавинию и честь!

Ты римлянин - так варваром не будь.

Ведь греки предали земле Аякса,

Убившего себя; об этом их

Просил усердно мудрый сын Лаэрта.

Дай Муцию - он был твоей утехой -

Сюда войти свободно.

1.1.377-384

Однако не все персонажи согласны с утверждением, что Рим цивилизован, а все остальное — варварство. Например, когда Тит отказывается сохранить жизнь Аларбу;

Тамора

Обряд бесчеловечный, нечестивый!

Хирон

Была ли Скифия такой жестокой?

Деметрий

Со Скифией сравнится ль властный Рим?

1.1.130-132

Аарон тоже считает римскую вежливость смехотворной, но не так, как Хирон и Деметрий; «Вот почему и требую я клятвы./- (В сторону.)/Дурак за бога палку принимает/И держит клятву, данную ему» (5.1.78-80). Он возвращается к этой теме в своей заключительной речи, восхваляя свое отношение к варварству;

Но что ж во мне замолкли гнев и ярость?

Я не ребенок, чтоб с мольбой презренной

Покаяться в содеянном мной зле.

Нет, в десять тысяч раз еще похуже

Я б натворил, лишь дайте волю мне.

Но, если я хоть раз свершил добро,

От всей души раскаиваюсь в этом.

5.3.183-189

Однако сама пьеса неоднозначна в плане изображения цивилизованных персонажей и варваров. Например, она заканчивается тем, что внешне цивилизованные римляне объединяют усилия с явно варварскими готами. Однако, по словам Джонатана Бейта и Жака Берту, готы в конце пьесы — это уже не те готы, которыми руководила Тамора. Бейт считает, что пьеса «начинается с того, что римляне клеймят готов как варваров, но переходит к совершенно иному взгляду. Если Второй гот — варвар, то что он делает, глядя „на разрушенный монастырь“? Для елизаветинцев история преподносила уроки современности, поэтому этот анахронизм является целенаправленным». Бейт выдвигает тезис, согласно которому появляющиеся ранее в пьесе готы — «злые», а следующие за Люциусом — «добрые». Бейт также утверждает, что «с одной стороны, готы в конце пьесы вторгаются в Рим, потому что хотят отомстить своей королеве Таморе за то, что она предала их и вышла замуж за Сатурнина. Но в то же время они с Луцием говорят на языке верной дружбы, достоинства, чести и доблести. Они служат упреком упадку, в который погрузился Рим. Это связано с постоянным разрушением в пьесе бинарной оппозиции, которая ассоциирует Рим и город с добродетелью, готов и леса — с варварством»

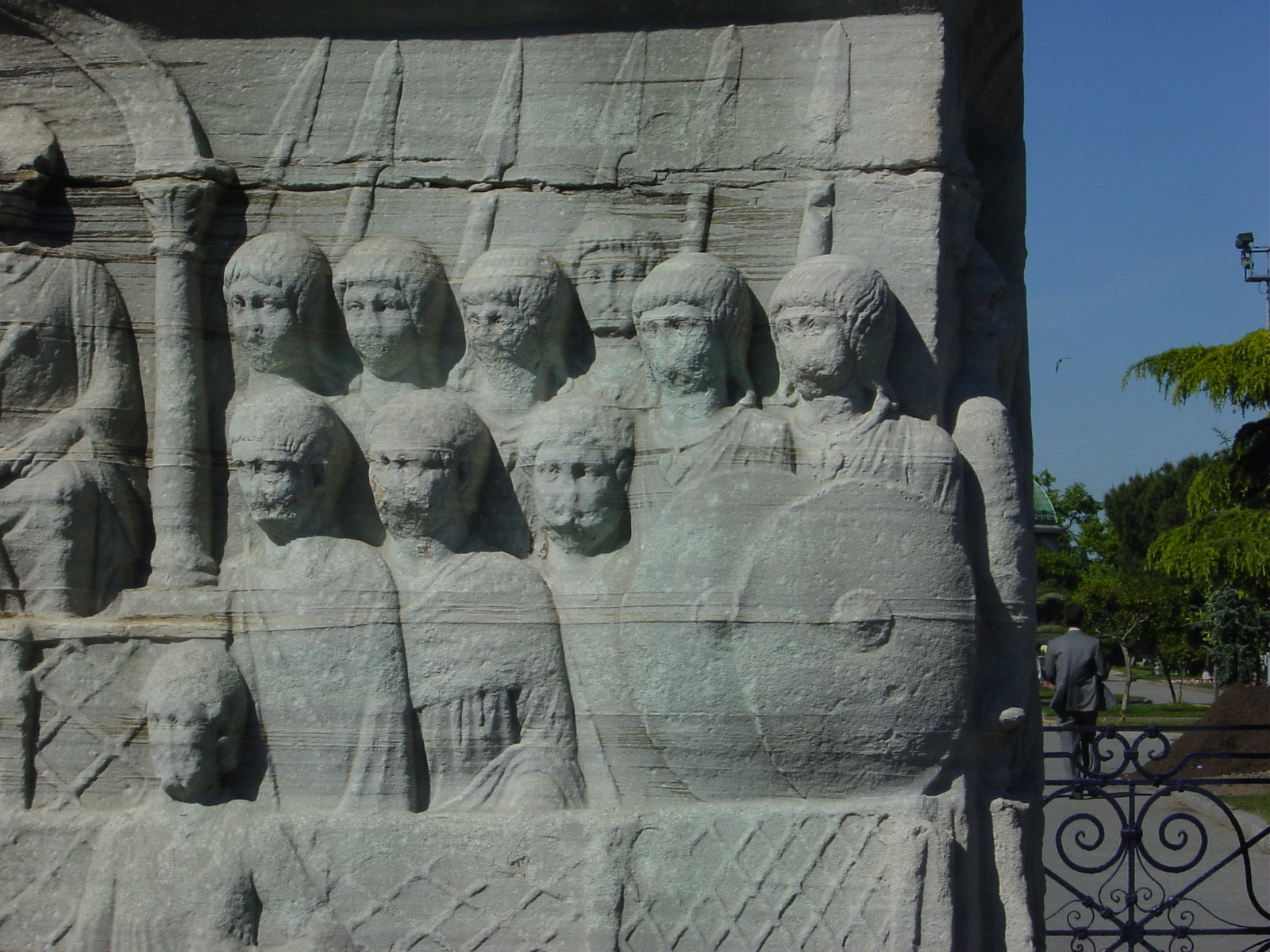
Император (слева) и ауксилия палатина (задний ряд). Воины имеют варвароподобный облик (длинные волосы и полковые кулоны), что идёт вразрез с нормами моды эпохи принципата. Обелиск Феодосия I в Константинополе, 390 год.

Жак Берту утверждает, что готы в конце пьесы — германцы, тогда как Тамора — это не германское имя, а азиатское, таким образом, готы в конце пьесы — это не те готы, которыми правила Тамора. Говоря о готах Таморы, Берту утверждает, что «эти готы показали о себе не то, что они одержимы сатанинскими силами, а то, что они, так сказать, социально слабоумны. Римляне являются римлянами в силу того факта, что они усвоили Рим; показано, что на начальном уровне германские готы также усвоили черты настоящей, хотя и неискушенной культуры. В отличие от них, эти „варварские“ готы, похоже, ничего не усвоили… они остаются морально неполноценными. Именно по этой причине они считают широко интегрированных андроников своими предначертанными врагами». С другой стороны, Энтони Брайан Тейлор считает, что конец пьесы означает принятие Римом варварства, и «что движет готами, которые вступили в союз с Луцием, так это никакого внезапного всплеска нехарактерного альтруизма, кроме перспективы отомстить Риму»
Однако многие критики задаются вопросом: действительно ли Рим времен Тита Андроника был цивилизованным? По словам Роберта Миолы, это не так; «Он пожирает своих детей — в переносном смысле, отправляя их в зияющую пасть гробницы Андроников, и буквально, подавая их на кровавом пиру в конце пьесы». Одной из характерных ироний пьесы является противоречие между цивилизованным лоском хоронящего своих сыновей Тита и бесчувственной жестокостью, которую он проявляет к сыну Таморы. Это подчеркивается его неспособностью придерживаться собственной доктрины о том, что «милосердие — истинный признак благородства» (1.1.119). Упрощенное различие между римлянами как цивилизованными и готами как варварами, таким образом, усложняется. Маркус Марти утверждает, что очевидное противоречие в Тите и в Риме в целом имеет более важные последствия, выходящие за рамки психологии характера;

За тонким слоем культурного лоска скрывается мистер Хайд, или, скорее, наши культурные достижения — это надстройка, состоящая из знаков, нагроможденных на означающих другое знаках, но в конечном счете опирающаяся на очень уродливую материальную базу, которую мы пытаемся скрыть, забыть, развеять и игнорировать. Рим — подходящее место, чтобы показать это, потому что именно здесь зародилась наша культура в глазах елизаветинской аудитории, и именно здесь она достигла своего первого пика в литературе, юриспруденции, создании империи, Римском мире, христианстве. Но Рим был основан на убийствах и изнасилованиях, и если культурные достижения человечества — общество, право, язык, литература — вернуться к их истокам, если слова снова обретут плоть, то все наши культурные достижения окажутся основанными на истоках, которые мы сейчас считаем бесчеловечными и звериными: на жертвоприношениях, об изнасилованиях и убийствах, о мести, о каннибализме.

Точно так же Джонатан Бейт утверждает, что пьеса изображает переход римлян от цивилизованности к варварству;

Город гордился тем, что не был варварским: слово «цивилизованный» происходит от «civilis», что означает «гражданский, городской», а Рим был городом. Считалось, что религиозные ритуалы цивилизованной культуры включают в себя жертвоприношения животных, а не людей. Когда Луций требует, чтобы тени были умиротворены, отрубив конечности «самому гордому пленнику готов» и предав его плоть огню, в город проникает варварство. Происходит первое из многих отклонений от ожидаемых языковых и поведенческих норм в пьесе, и предположительно варварская королева готов говорит на римском языке доблести, патриотизма, благочестия, милосердия и благородства, в то время как римские воины совершают ритуальные убийства.

Энтони Брайан Тейлор выдвигает аналогичный аргумент относительно характера Луция, которого он считает «глубоко испорченным римлянином». Невозмутимый, лишенный воображения и склонный к воинственности, он никогда не осознает, что его готовность совершать невыразимые зверства в отношении мужчин, женщин и детей является совершенным варварством и полностью несовместима с цивилизованными ценностями, на которых сосредоточена его жизнь. Более того, будучи глубоко порочным римлянином, Луций является сыном своего отца и, как таковой, увлекательным продолжением центральной темы пьесы.
Дарра Грин подчеркивает, что именно мастерство Луция и Марка в риторике, искусстве манипулирования языком, подрывает наивные идеалы цивилизованного порядка: «Мы сделали что-то не так?» (5.3.126) — спрашивает народный трибун Маркус, и, следовательно, предполагаемый страж и гарант социально-морального порядка. Как только вопрос будет сформулирован, в век риторики, которая признает, что язык — это инструмент формирования восприятия, создания мира, ответом будет то, чего пожелают Марк или Луций для своих собственных целей".

### Комментарии
Все ссылки на Тита Андроника, если не указано иное, взяты из сборника Оксфордский Шэкспир (Уэйт), основанного на тексте Q1 1594 года (за исключением 3.2, который основан на тексте фолио 1623 года). В соответствии с системой ссылок, 4.3.15 означает акт 4, сцена 3, строка 15.

### ИзданияТита Андроника
- Adams, Joseph Quincy (ed.) Shakespeare’s Titus Andronicus: The First Quarto, 1594 (New York: C. Scribner’s Sons, 1936)
- Baildon, Henry Bellyse (ed.) The Lamentable Tragedy of Titus Andronicus (The Arden Shakespeare, 1st Series; London: Arden, 1912)
- Barnet, Sylvan (ed.) The Tragedy of Titus Andronicus (Signet Classic Shakespeare; New York: Signet, 1963; revised edition, 1989; 2nd revised edition 2005)
- Bate, Jonathan (ed.) Titus Andronicus (The Arden Shakespeare, 3rd Series; London: Arden, 1995)
- Bate, Jonathan and Rasmussen, Eric (eds.) Titus Andronicus and Timon of Athens: Two Classical Plays (The RSC Shakespeare; London: Macmillan, 2008)
- Cross, Gustav (ed.) Titus Andronicus (The Pelican Shakespeare; London: Penguin, 1966; revised edition 1977)
- Dover Wilson, John (ed.) Titus Andronicus (The New Shakespeare; Cambridge: Cambridge University Press, 1948)
- Evans, G. Blakemore (ed.) The Riverside Shakespeare (Boston: Houghton Mifflin, 1974; 2nd edn., 1997)
- Greenblatt, Stephen; Cohen, Walter; Howard, Jean E. and Maus, Katharine Eisaman (eds.) The Norton Shakespeare: Based on the Oxford Shakespeare (London: Norton, 1997)
- Harrison, G.B. (ed.) The Most Lamentable Tragedy of Titus Andronicus (The New Penguin Shakespeare; London: Penguin, 1958; revised edition, 1995)
- Hughes, Alan (ed.) Titus Andronicus (The New Cambridge Shakespeare; Cambridge: Cambridge University Press, 1994; 2nd edition 2006)
- Massai, Sonia (ed.) Titus Andronicus (The New Penguin Shakespeare, 2nd edition; London: Penguin, 2001)
- Maxwell, J.C (ed.) Titus Andronicus (The Arden Shakespeare, 2nd Series; London: Arden, 1953)
- MacDonald, Russell (ed.) Titus Andronicus (The Pelican Shakespeare, 2nd edition; London: Penguin, 2000)
- Waith, Eugene M. (ed.) Titus Andronicus (The Oxford Shakespeare; Oxford: Oxford University Press, 1984)
- Wells, Stanley; Taylor, Gary; Jowett, John and Montgomery, William (eds.) The Oxford Shakespeare: The Complete Works (Oxford: Oxford University Press, 1986; 2nd edn., 2005)
- Werstine, Paul and Mowat, Barbara A. (eds.) Titus Andronicus (Folger Shakespeare Library; Washington: Simon & Schuster, 2005)

### Избранные вторичные источники
- Bloom, Harold. Shakespeare: The Invention of the Human (New York: New York Publishing Company, 1998)
- Boyd, Brian. «Common Words in Titus Andronicus: The Presence of Peele», Notes and Queries, 42:3 (September 1995), 300—307
- Brockbank, Philip. «Shakespeare: His Histories, English and Roman» in Christopher Ricks (editor), The New History of Literature (Volume 3): English Drama to 1710 (New York: Peter Bedrick, 1971), 148—181
- Brucher, Richard. «„Tragedy Laugh On“: Comic Violence in Titus Andronicus», Renaissance Drama, 10 (1979), 71-92
- Bryant Jr., Joseph Allen. «Aaron and the Pattern of Shakespeare’s Villains» in Dale B. J. Randall and Joseph A. Porter (editors), Renaissance Papers 1984: Southeastern Renaissance Conference (Durham, North Carolina: Duke University Press, 1985), 29-36
- Bullough, Geoffrey. Narrative and Dramatic Sources of Shakespeare (Volume 6): Other 'Classical' Plays (New York: Columbia University Press, 1966)
- Carroll, James D., «Gorboduc and Titus Andronicus», Notes and Queries, 51:3 (Fall, 2004), 267—269
- Chernaik, Warren. «Shakespeare, Co-Author: A Historical Study of Five Collaborative Plays (book review)», Modern Language Review, 99:4 (2004), 1030—1031
- Christensen, Ann. «„Playing the Cook“: Nurturing Men in Titus Andronicus», in Holger Klein and Rowland Wymer (editors), Shakespeare and History. (Shakespeare Yearbook), (Lewiston: The Edwin Mellen Press, 1996), 327-54
- Cohen, Derek. Shakespeare’s Culture of Violence (London: St. Martin’s Press, 1993)
- Daniel, P. A. A Time Analysis of the Plots of Shakespeare’s Plays (London: New Shakspere Society, 1879)
- Dessen, Alan C. Shakespeare in Performance: Titus Andronicus (Manchester: Manchester University Press, 1989)
- Dobson, Michael S. The Making of the National Poet: Shakespeare, Adaptation and Authorship, 1660—1769 (Oxford, Oxford University Press, 1995)
- Duthie, G. I. Shakespeare (London: Hutchinson, 1951)
- Fawcett, Mary Laughlin. «Arms/Words/Tears: Language and the Body in Titus Andronicus», ELH, 50:2 (Summer, 1983), 261—277
- Foakes, R. A. and Rickert R. T. (eds.) Henslowe’s Diary (Cambridge: Cambridge University Press, 1961; 2nd edn. edited by Foakes alone, 2002)
- Greene, Darragh. «'Have we done aught amiss?': Transgression, Indirection and Audience Reception in Titus Andronicus,» in Staged Transgression in Shakespeare’s England Ed. Rory Loughnane and Edel Semple. (New York: Palgrave Macmillan, 2013), pp. 63–75. ISBN 978-1-137-34934-7
- Goodwin, John. Royal Shakespeare Theatre Company, 1960—1963 (London: Max Reinhardt, 1964)
- Haaker, Ann. «Non sine causa: The Use of Emblematic Method and Iconology in the Thematic Structure of Titus Andronicus», Research Opportunities in Renaissance Drama, 13 (1970), 143—168
- Halliday, F. E. A Shakespeare Companion, 1564—1964 (Baltimore: Penguin, 1964)
- Hamilton, A. C. «Titus Andronicus: The Form of Shakespearean Tragedy», Shakespeare Quarterly, 14:2 (Summer, 1963), 203—207
- Hiles, Jane. «A Margin for Error: Rhetorical Context in Titus Andronicus», Style, 21:2 (Summer, 1987), 62-75
- Hill, R. F. «The Composition of Titus Andronicus» Shakespeare Survey, 10 (1957), 60-70
- Huffman, Clifford. "Titus Andronicus: Metamorphosis and Renewal, " Modern Language Review, 67:4 (1972), 730-41
- Hulse, S. Clark. «Wresting the Alphabet: Oratory and Action in Titus Andronicus», Criticism, 21:2 (Spring, 1979), 106-18
- Hunter, G. K. «Sources and Meanings in Titus Andronicus», in J. C. Gray (editor) The Mirror up to Shakespeare Essays in Honour of G. R. Hibbard (Toronto: Toronto University Press, 1983a), 171—188
- ——— . «The Sources of Titus Andronicus — once again», Notes and Queries, 30:2 (Summer, 1983b), 114—116
- Jackson, Macdonald P. «Stage Directions and Speech Headings in Act 1 of Titus Andronicus Q (1594): Shakespeare or Peele?», Studies in Bibliography, 49 (1996), 134—148
- ——— . «Shakespeare’s Brothers and Peele’s Brethren Titus Andronicus again», «Notes and Queries», 44:4 (November 1997), 494—495
- James, Heather. «Cultural Disintegration in Titus Andronicus: Mutilating Titus, Virgil, and Rome», in James Redmond (editor), Themes in Drama (Cambridge: Cambridge University Press, 1991), 123-40
- Jones, Emrys. The Origins of Shakespeare (Oxford: Oxford University Press, 1977)
- Kahn, Coppélia. Roman Shakespeare: Warriors, Wounds, and Women (New York: Routledge, 1997)
- Kendall, Gillian Murray. «„Lend me thy hand“: Metaphor and Mayhem in Titus Andronicus», Shakespeare Quarterly, 40:3 (Autumn, 1989), 299—316
- Kochin, Michael S. and Katherine Philippakis. «Rape and Civilization in Shakespeare.» VoegelinView, 28 September 2023.
- Kolin, Philip C. (ed.) Titus Andronicus: Critical Essays (New York: Garland, 1995)
- Kott, Jan. Shakespeare Our Contemporary (Garden City, New York: Doubleday Publishing, 1964)
- Kramer, Joseph E. «Titus Andronicus: The Fly-Killing Incident», Shakespeare Studies, 5 (1969), 9-19
- Law, Robert A. «The Roman Background of Titus Andronicus», Studies in Philology, 40:2 (April 1943), 145—153
- Marti, Marcus. «Language of Extremities/Extremities of Language: Body Language and Culture in Titus Andronicus»; 7th World Shakespeare Congress, Valencia, April 2001
- Metz, G. Harold. «The History of Titus Andronicus and Shakespeare’s Play», Notes and Queries, 22:4 (Winter, 1975), 163—166
- ——— . «Stage History of Titus Andronicus», Shakespeare Quarterly, 28:2 (Summer, 1977), 154—169
- ——— . «A Stylometric Comparison of Shakespeare’s Titus Andronicus, Pericles and Julius Caesar», Shakespeare Newsletter, 29:1 (Spring, 1979), 42
- ——— . Shakespeare’s Earliest Tragedy: Studies in Titus Andronicus (Madison: Farleigh Dickinson University Press, 1996)
- Mincoff, Marco. «The Source of Titus Andronicus», Notes and Queries, 216:2 (Summer, 1971), 131—134
- McCandless, David. «A Tale of Two Tituses: Julie Taymor’s Vision on Stage and Screen», Shakespeare Quarterly, 53:4 (Winter, 2002), 487—511
- Miola, Robert S. «Titus Andronicus and the Mythos of Shakespeare’s Rome», Shakespeare Studies, 14 (1981), 85-98
- Muir, Kenneth. The Sources of Shakespeare’s Plays (London: Routledge, 1977; rpt 2005)
- Nevo, Ruth. «Tragic Form in Titus Andronicus», in A.A. Mendilow (editor) Further Studies in English Language and Literature (Jerusalem: Magnes Press, 1975), 1-18
- Onions, C. T. A Shakespeare Glossary (London: Oxford University Press, 1953; 2nd edn. edited by Robert D. Eagleson, 1986)
- Palmer, D. J. «The Unspeakable in Pursuit of the Uneatable: Language and Action in Titus Andronicus», Critical Quarterly, 14:4 (Winter, 1972), 320—339
- Parrott, T. M. «Shakespeare’s Revision of Titus Andronicus», Modern Language Review, 14 (1919), 16-37
- Price, Hereward. «The Language of Titus Andronicus», Papers of the Michigan Academy of Sciences, Arts and Letters, 21 (1935), 501—507
- ——— . «The Authorship of Titus Andronicus», Journal of English and Germanic Philology, 42:1 (Spring 1943), 55-81
- Reese, Jack E. «The Formalization of Horror in Titus Andronicus», Shakespeare Quarterly, 21:1 (Spring, 1970), 77-84
- Robertson, J.M. Did Shakespeare Write Titus Andronicus?: A Study in Elizabethan Literature (London: Watts, 1905)
- Rossiter, A. P. Angel with Horns: Fifteen Lectures on Shakespeare (London: Longmans, 1961; edited by Graham Storey)
- Speaight, Robert. Shakespeare on the Stage: An Illustrated History of Shakespearean Performance (London: Collins, 1973)
- Sacks, Peter. «Where Words Prevail Not: Grief, Revenge, and Language in Kyd and Shakespeare», ELH, 49:3 (Autumn, 1982), 576—601
- Sampley, Arthur M. «Plot Structure in Peele’s Plays as a Test of Authorship», PMLA, 51:4 (Winter, 1936), 689—701
- Sargent, Ralph M. «The Sources of Titus Andronicus», Studies in Philology, 46:2 (April 1949), 167—183
- Schlueter, June. «Rereading the Peacham Drawing», Shakespeare Quarterly, 50:2 (Summer, 1999), 171—184
- Sommers, Alan. «„Wilderness of Tigers“: Structure and Symbolism in Titus Andronicus», Essays in Criticism, 10 (1960), 275—289
- Spencer, T. J. B. «Shakespeare and the Elizabethan Romans», Shakespeare Survey, 10 (1957), 27-38
- Starks, Lisa S. «Cinema of Cruelty: Powers of Horror in Julie Taymor’s Titus», in Lisa S. Starks and Courtney Lehmann (editors) The Reel Shakespeare: Alternative Cinema and Theory (London: Associated University Press, 2002), 121—142
- Taylor, Anthony Brian. «Lucius, the Severely Flawed Redeemer of Titus Andronicus», Connotations, 6:2 (Summer, 1997), 138—157
- Tricomi, Albert H. «The Aesthetics of Mutilation in Titus Andronicus», Shakespeare Survey, 27 (1974), 11-19
- ——— . «The Mutilated Garden in Titus Andronicus», Shakespeare Studies, 9 (1976), 89-105
- Ungerer, Gustav. «An Unrecorded Elizabethan Performance of Titus Andronicus», Shakespeare Survey, 14 (1961), 102—109
- Vickers, Brian. Shakespeare, Co-Author: A Historical Study of Five Collaborative Plays (Oxford: Oxford University Press, 2002)
- Waith, Eugene M. «The Metamorphosis of Violence in Titus Andronicus», Shakespeare Survey, 10 (1957), 26-35
- West, Grace Starry. «Going by the Book: Classical Allusions in Shakespeare’s Titus Andronicus», Studies in Philology, 79:1 (Spring 1982), 62-77
- Wells, Stanley; Taylor, Gary; with Jowett, John & Montgomery, William. William Shakespeare: a Textual Companion (Oxford: Clarendon Press, 1987)
- Willis, Deborah. «„The gnawing vulture“: Revenge, Trauma Theory, and Titus Andronicus», Shakespeare Quarterly, 53:1 (Spring, 2002), 21-52
- Wilson, F. P. Shakespearean and Other Studies (London: Oxford University Press, 1969; edited by Helen Gardner)
- Wynne-Davies, Marion. «„The swallowing womb“: Consumed and Consuming Women in Titus Andronicus», in Valerie Wayne (editor), The Matter of Difference: Materialist Feminist Criticism of Shakespeare (Ithaca: Cornell University Press, 1991), 129-51